# Adolf Ekelöf
Johan Adolf Ekelöf, född den 12 april 1839 i Svärdsjö socken, Kopparbergs län, död den 20 mars 1903 i Stockholm, var en svensk sjömilitär och målare. Han var far till Erik Ekelöf.

## Biografi
Ekelöf blev sekundlöjtnant i flottan 1861 och löjtnant där 1866. Efter anställning i engelsk örlogstjänst 1866–1869 var han kadettofficer vid Sjökrigsskolan 1873–1880 och lärare där 1873–1886. Ekelöf befordrades till kapten 1879 och till kommendörkapten av andra graden 1888, av första graden 1890. Han beviljades avsked 1896. 
Ekelöf deltog i flera sjöexpeditioner, bland annat till Stilla havet, Västindien och Medelhavet. Från dessa resor utförde han i olja eller akvarell ett stort antal marinmålningar, landskap och fartygsporträtt. Han gav 1872 ut boken Ett år i stilla havet där han illustrerade texten med ett antal reseskisser i litografi.
Ekelöf var suppleant i Krigshovrätten 1894–1896. Han invaldes som ledamot av Örlogsmannasällskapet 1869 och av Krigsvetenskapsakademiens andra klass 1887. Ekelöf blev riddare av Svärdsorden 1882.
Han var son till prästen Pehr Ekelöf och Margaretha Tjäder samt från 1869 gift med Mathilda Catharina Beskow. Makarna vilar på Galärvarvskyrkogården i Stockholm.